# Jean Lara
Jean Usandivaras dit Jean Lara, né le 20 septembre 1922 à Dijon et mort le 3 avril 2010 à Argenteuil, est un acteur et directeur de production français.

## Filmographie
- 1946 : Le Père tranquille de René Clément (au générique sous le nom de Jean Varas) : Pelletier
- 1947 : Le Diable au corps de Claude Autant-Lara : Jacques Lacombe
- 1948 : Les Bienfaits de Monsieur Ganure d’André Hugon
- 1948 : Les Dernières Vacances de Roger Leenhardt : Pierre Gabard
- 1952 : Les Amants maudits de Willy Rozier
- 1952 : Les Révoltés du Danaé de Georges Péclet : Pierre Ricardo
- 1953 : L'Étrange Amazone, de Jean Vallée : Comte Ostrowsky
- 1954 : Minuit... Champs-Élysées de Roger Blanc : Enrico
- 1955 : Mademoiselle de Paris de Walter Kapps : Pierre Rollin
- 1956 : Fernand cow-boy de Guy Lefranc
- 1957 : Une gosse sensass de Robert Bibal
- 1957 : La Tour, prends garde ! de Georges Lampin : Louis XV
- 1957 : Police judiciaire de Maurice de Canonge : Inspecteur Maxime
- 1957 : Charmants Garçons de Henri Decoin
- 1957 : L'Aventurière des Champs-Élysées : Raymond Laurent
- 1958 : Cette nuit-là de Maurice Cazeneuve : L'inspecteur Toussaint
- 1958 : En légitime défense d'André Berthomieu : L'avocat de Pierrot
- 1958 : Rapt au Deuxième Bureau de Jean Stelli
- 1959 : Ce corps tant désiré de Luis Saslavsky : Antoine
- 1959 : Deux Hommes dans Manhattan de Jean-Pierre Melville : Aubert
- 1959 : Un témoin dans la ville de Édouard Molinaro : Le directeur des radio-taxis
- 1960 : Suspense au Deuxième Bureau de Christian de Saint-Maurice (également dialoguiste)
- 1960 : Chaque minute compte de Robert Bibal : Sorel
- 1961 : Callaghan remet ça  de Willy Rozier
- 1962 : Le Masque de fer  de Henri Decoin : Renaud de Lourmes
- 1963 : L'inspecteur Leclerc enquête - épisode : L'agent double de Maurice Cazeneuve (série TV) :  Merlin
- 1964 : Les Gorilles de Jean Girault
- 1964 : Relaxe-toi chérie de Jean Boyer : Duteil
- 1964 : Requiem pour un caïd de Maurice Cloche : Inspecteur Dumas
- 1965 : Train d'enfer de Gilles Grangier : Pelletier
- 1966 : Trois enfants… dans le désordre de Léo Joannon : Le directeur de la prison
- 1969 : Le Paria de Claude Carliez
- 1976 : La Marge de Walerian Borowczyk
- 1976 : La situation est grave… mais pas désespérée de Jacques Besnard
- 1981 : La Dernière Nuit, téléfilm de Didier Decoin : Le bourreau
- 1986 : Paris minuit de Frédéric Andréi

## Théâtre
- 1950 : La Grande Pauline et les Petits Chinois de René Aubert, mise en scène Pierre Valde, Théâtre de l'Étoile
- 1952 : Le Préféré de Renée Delamarre, mise en scène Michel Lemoine, Théâtre Charles de Rochefort
- 1957 : L'Équipage au complet de Robert Mallet, mise en scène Henri Soubeyran, Comédie de Paris
- 1958 : Meurtres en fa dièse de Frédéric Valmain d'après Boileau-Narcejac, mise en scène Jean Dejoux, Théâtre Charles de Rochefort
- 1961 : Lawrence d'Arabie de Terence Rattigan, mise en scène Michel Vitold, Théâtre Sarah-Bernhardt
- 1961 : Chérie noire de François Campaux, mise en scène de l'auteur, Théâtre des Nouveautés
- 1964 : Charmante Soirée de Jacques Deval, mise en scène André Valtier, Théâtre de l'Ambigu